# Sofocleto
Luis Felipe Angell de Lama (Paita, 12 de abril de 1926-Lima, 18 de marzo de 2004), más conocido por su seudónimo, Sofocleto, fue un escritor, periodista, comentarista deportivo, político, humorista gráfico y poeta peruano. La gran mayoría de sus escritos fueron firmados con el seudónimo. Su obra conocida fue Los cojudos.

## Infancia y adolescencia
Luis Felipe vivió en Paita durante sus primeros cuatro años de vida y luego se trasladó a la edad de 9 años a la ciudad de Huacho, donde su padre fue nombrado Subprefecto; estudió tres años en el Colegio San José Maristas Huacho y luego se mudó a Lima con su familia. Sabía, desde muy niño, leer a la perfección, y gracias a su afición a la lectura –su obsesión de toda la vida- recibió de herencia a los 8 y 11 años, dos grandes bibliotecas de sus tíos abuelos. Ambas bibliotecas sumaban cerca de 25 000 libros, "una cantidad, que en aquel entonces no la tenía ni la Biblioteca Nacional del Perú" (cita de Sofocleto).
Sofocleto escribió sus primeros versos a la edad de 7 años. Sus inspiraciones de niño “están herméticamente guardadas” y a decir de él, serían sus primeros "sinlogismos". Un año después borroneó sus primeras décimas y a los nueve su primer soneto, los que luego sumaron más de 12 000.
El adolescente e inquieto Luis Felipe estudió en varios colegios de Lima. De los hermanos Maristas pasó a La Merced, de La Inmaculada al San Agustín y finalmente en el Colegio San Andrés, conocido por aquellos años como Anglo-Peruano.
Sofocleto explica estos saltos estudiantiles por la idea muy personal que tenía sobre la disciplina escolar y especialmente porque era promotor de la libre determinación de los niños en lo tocante a la enseñanza. Por eso, a los 12 años, contrajo una variante –
Su vida universitaria fue un remedo de la edad escolar. Pasó de la Universidad Nacional Mayor de San Marcos de Lima a la Pontificia Universidad Católica del Perú, después a Coímbra, luego a la Sorbona en París y en este ir y venir, los idiomas se fueron acumulando en su cerebro y leía y hablaba en inglés, en portugués, francés e italiano. También conocía algo de latín y ruso.

## Escritos en la prensa
Ingresó al Ministerio de Relaciones Exteriores del Perú el 25 de marzo de 1947, al Servicio Diplomático peruano el 1 de enero de 1951 y solicitó su pase al retiro el 31 de octubre de 1967, para dedicarse plenamente a su vocación de escritor, periodista, comentarista deportivo y político, humorista, y poeta. Falleció en Lima el 18 de marzo de 2004, siendo sepultado en el Sector Los Sauces del Parque Cementerio Jardines de la Paz del distrito de La Molina.
Sofocleto ha escrito en innumerables publicaciones peruanas e internacionales. Empezó en el Dominical del diario “El Comercio” y con el correr de los años escribió sucesivamente en los diarios peruanos "Correo", "Ojo", "Expreso", "La República", "La Mañana" y en "Selecciones" del Readers Digest, en todos sus idiomas. 
A manera de ejemplo, en la segunda mitad de los años 70 y en pleno gobierno militar, Sofocleto inició o reinició la publicación de "Sofocleto a dos columnas" en el diario Expreso. En su primer artículo explicaba que era muy natural que él escribiese para Expreso, por ser él mismo un expreso, haciendo referencia a la detención y deportación de que fuera objeto durante la primera fase del gobierno militar (1968-1975).

## "Don Sofo"
Al terminar la década de los 70 fundó el diario humorístico de dos páginas en una sola hoja llamado "Don Sofo" del que era el único escritor, y cuyo burlesco y agudo editorial tenía por nombre "Peditorial". En su clásico estilo burlón y lleno de humorismo e ingenio, también destapaba las irregularidades de los gobiernos y de los personajes de turno. Hasta los personajes intachables le temían porque una vez colocado un apodo burlón, todo el mundo dejaba de llamarlo por su nombre, para utilizar su apodo. Este desaparecido diario circuló durante varios años, pero los apodos continúan en la memoria colectiva.
Se casó con Graciela Bessombes,  y tuvo 2 hijos Allan y Kareen, en su primero matrimonio tuvo 3 hijos, Luis Felipe, Jorge y Felipe. Al final de su vida tuvo 5 hijos, lamentablemente nunca llegó a conocer a sus nietos, Ricardo y Alessa (por parte de Kareen) e Ian y Alec (por parte de Allan).

## Diario "El Comercio"
En el diario El Comercio de Lima, empezó escribiendo su “Sofocleto en dos Columnas”, a raíz del Campeonato Sudamericano de Fútbol que se jugó en Lima en 1956, y como una necesidad de ese diario para contrarrestar la lectoría del ahora desaparecido diario "La Prensa", que había contratado como comentarista al argentino Borocotó, considerado como el mejor periodista deportivo del mundo. Francisco Miró Quesada Cantuarias de "El Comercio" dijo de él:

"El anuncio de La Prensa fue mal recibido en El Comercio... Mi primo Alejandro, el más fastidiado de todos, dijo que debíamos hacer algo para contrarrestar el efecto producido por La Prensa y de repente, Clodoaldo López Merino, quien era redactor jefe de la edición de la mañana, hizo una propuesta inesperada: “Y ¿Por qué no contratamos a Sofocleto para que comente el campeonato?” A Alejandro le pareció muy buena idea y a los pocos días comenzó el torneo y Don Sofo comentó el partido inicial que se jugaba entre Argentina y otro país (no recuerdo cual). Su comentario fue tan despampanante que, al día siguiente, Sofocleto ascendió a las cumbres más elevadas del prestigio literario. El pobre Borocotó paso inadvertido y La Prensa se quedó con los crespos hechos.

La producción literaria de Luis Felipe Angell De Lama es cien veces más copiosa que la producción en conjunto del Siglo de Oro español. Ha escrito “muchas veces más que Félix Lope de Vega, Calderón de la Barca, Quevedo, Gustavo Adolfo Bécquer y todos sus contemporáneos”.

## Su extensa obra literaria
- Más de 12 mil sonetos (llamados "Sofonetos")
- 2.538 décimas.
- 50 mil sinlogismos.
- Al fallecer estaba reeditando 27 tomos de los 162 volúmenes que comprenden sus obras completas, entre ellas: 
  - San Camilo
  - Manual del Perfecto Deportado.
  - La Tierra Prometida.
  - Hacia una Filosofía Universal del Gato.
  - Diccionario Loco.
  - El Virus Matrimonial
  - La Sábana de Arriba.
  - La Sábana de Abajo.
  - Los Cojudos
  - Trilogía Universal del Humor.
  - Sofocleto Dominical, etc.
  - Diccionario de Sinónimos
  - Diccionario Chino
  - Manual de Urbanidad y Buenas Costumbres
  - Diccionario de Frases Célebres
  - Sinlogismos
  - Nuevos Sinlogismos
  - El Ángulo Agudo
  - El Ángulo Recto
  - El Ángulo Obtuso
  - Código de Honor del Marqués de Cabriñana
  - E Nego Péde
  - El Chino Flasico
  - Diccionario de Neologismos
  - Los Conchudos
  - Sofocleto en Dos Columnas
  - Décimas
  - De Nácares y Venas
  - Al Pie de la Letra

## Homenaje
La última vez que visitó su tierra natal fue en junio de 2000, para recibir el homenaje que en forma conjunta le prepararon El Instituto Nacional de Cultura del Perú, El Centro Federado de Periodistas de Paita y la Municipalidad Provincial de Paita. Y es que Luis Felipe Angell de Lama, creador de los célebres sinlogismos, nació en Paita, en la calle los Hermanos Cárcamo, vivienda que aún resiste los embates del tiempo y que figura, actualmente, con el número 423, al costado del viejo templo de la Virgen de las Mercedes.

## Deportaciones y carcelería
Luis Felipe Angell De Lama, como corolario de su largo trajinar por el mundo de la literatura y política, sufrió cuatro deportaciones y en total, tres años y medio de carcelería ordenadas por gobiernos militares. 
Su biblioteca fue arrasada en siete oportunidades por las autoridades de varios gobiernos dictatoriales, debido a sus críticas agudas, burlas y a la creación de inolvidables apodos de los personajes políticos de turno así, como por su identificación y a su estilo, por aquellos años, con el inicio de la revolución cubana.

## Lectores
Sus escritos eran comentados permanentemente entre sus ávidos y deleitados lectores quienes tuvieron la gran fortuna de ser contemporáneos de tan lúcido y prolífico creador, que obsequió al Perú y al mundo su finísimo humor. Sus lectores quedan eternamente agradecidos por su ingenioso arte, y por la sana risa que sus escritos suscitaron y suscitan.

## Estilo humorístico
Aquí unos brevísimos extractos del "Diccionario Loco" y de los "Sinlogismos" de Sofocleto:
- Arpía: suegra que toca el arpa
- Prosaico: mosaico sin pulir
- Antílope: enemigo de Lope de Vega
- Santurrón: patrono de los pasteleros
- Alienados: locos en fila
- Budín: hijo menor de Buda
- Absurdo: lógica ajena
- Amigo: sucursal de uno mismo
- Pianísimo: completamente piano
- Incunable: niño que no se deja acostar
- Don Juan: tocador de Señoras
- Horca: instrumento de cuerda
- Barbarie: época en que los hombres sólo se mataban de a uno en uno
- Adulterio: mandar a un tipo al mismísimo cuerno
- Caridad: propina del remordimiento
- Canguro: animal al que la bolsa o la vida le da lo mismo
- Todas las madres políticas están en la oposición
- Hablando de política, las mujeres pertenecen al partido conversador
- El amor llega como champán y se va como vino
- La Luna es un cuerpo celeste de color blanco
- El verbo lavar no se conjuga, se enjuaga
- El que trabaja de balde es un idiota al cubo
- Eva fue la primera mujer que vivió a costillas del hombre
- La calumnia es una verdad dicha por nuestros enemigos
- Nada sale tan caro como un enemigo gratuito
- Hay gentes que piensan como uno, pero hay otras que piensan como dos
- ¡Cuidado con el café! Puede estar cargado
- No hay que hablar del cementerio. Es un lugar común
- ¿Qué hace la X en nuestro alfabeto? ¡Es una incógnita"!
- No es que los argentinos bailen tango. Es que no saben dónde llevarse a la pareja
- Nunca subo a una balanza porque sé que me va a pesar
- La bofetada es un aplauso unilateral
- El embarazo es la concepción que confirma la regla